# Berry Johnston
Berry Enfield Johnston (* 25. September 1935 in Oklahoma) ist ein professioneller US-amerikanischer Pokerspieler. Er ist fünffacher Braceletgewinner der World Series of Poker, Mitglied der Poker Hall of Fame und wurde 2019 als einer der 50 besten Spieler der Pokergeschichte genannt.

## Pokerkarriere

### Werdegang
Johnston ist seit 1970 professioneller Pokerspieler. Er gewann 1986 das Main Event der World Series of Poker (WSOP) in Las Vegas und erreichte Platz drei und fünf in den Jahren 1982 und 1990. Er schaffte es an mehr als 25 WSOP-Finaltische und erreichte bei 71 WSOP-Turnieren die Preisränge. Außerdem ist er der Spieler, der am häufigsten, nämlich 10-mal, beim WSOP-Main-Event in die Preisränge kam. Durch diese außergewöhnlich hohe Anzahl von sehr guten Resultaten bei der WSOP erhielt Johnston den Spitznamen Numbers. Seine bis dato letzte Live-Geldplatzierung erzielte er bei der WSOP 2016.
Johnston wurde von der Onlinepoker-Plattform Full Tilt Poker gesponsert. Im Jahr 2004 wurde er in die Poker Hall of Fame aufgenommen und im Juni 2019, im Rahmen der 50. Austragung der World Series of Poker, als einer der 50 besten Spieler der Pokergeschichte genannt.
Insgesamt hat sich Johnston mit Poker bei Live-Turnieren über 3,5 Millionen US-Dollar erspielt.

### Braceletübersicht
Johnston kam bei der WSOP 71-mal ins Geld und gewann fünf Bracelets:
| Jahr | Buy-in (in $) | Turnier                                          | Teilnehmer | Preisgeld (in $) |
| ---- | ------------- | ------------------------------------------------ | ---------- | ---------------- |
| 1983 | 02.500        | Match Play                                       | 032        | 040.000          |
| 1986 | 10.000        | No-Limit Hold’em Main Event – World Championship | 141        | 570.000          |
| 1990 | 02.500        | Limit Hold’em                                    | 254        | 254.000          |
| 1995 | 01.500        | Limit Omaha                                      | 152        | 091.200          |
| 2001 | 01.500        | Razz                                             | 144        | 083.810          |